# Sharada (Nepal)
Sharada (Nepali शारदा Sharada)  ist eine Stadt (Munizipalität) im Distrikt Salyan in der Provinz Karnali im Südwesten von Nepal. 
Sharada liegt am namensgebenden Fluss Sharada Khola, einem rechten Nebenfluss des Babai.
In Khalanga befindet sich die Distriktverwaltung von Salyan. Das Stadtgebiet umfasst 198,32 km².
Die Fernstraße Rapti Rajmarg verläuft durch Sharada.

## Geschichte
Die Stadt entstand 2014 aus der Zusammenlegung der Village Development Committees Dandagaun, Hiwalcha, Kajeri, Khalanga, Marke, Saijuwal Takura und Syanikhal.

## Einwohner
Bei der Volkszählung 2011 hatten die VDCs, aus welchen die Stadt Sharada entstand, 33.730 Einwohner (davon 15.661 männlich) in 7391 Haushalten.